# 畢曉普斯沃爾瑟姆
畢曉普斯沃爾瑟姆（英語：Bishop's Waltham）是英國英格蘭漢普郡的一個小鎮，位於南唐斯國家公園中。英格蘭遺產畢曉普斯沃爾瑟姆宮位於這裡。1862年，這裡開通了鐵路，經濟也隨之發展。

## 友好城市
- 法國 圣博内堡

## 外部連結
- Hantsweb entry
- Bishops Waltham Parish Council site
- Future Proof Bishops Waltham – Environmental Group